# Chamaeleo quilensis
Chamaeleo quilensis är en ödleart som beskrevs av  Bocage 1866. Chamaeleo quilensis ingår i släktet Chamaeleo och familjen kameleonter. Inga underarter finns listade i Catalogue of Life.